# Arsenura hercules
Arsenura hercules är en fjärilsart som beskrevs av Walker 1855. Arsenura hercules ingår i släktet Arsenura och familjen påfågelsspinnare. Inga underarter finns listade i Catalogue of Life.